# Stefan George
Stefan George (Bingen, Hesse, 12 de julho de 1868 – Locarno, 4 de dezembro de 1933) foi um tradutor e poeta alemão.

## Biografia
George nasceu em Bingen na Alemanha, em 1868. Viveu em Paris, encontrando-se entre os escritores e artistas que frequentavam os serões das terças-feiras do poeta Stéphane Mallarmé. Começou a publicar poesia na década de 1890, quando ainda não tinha 30 anos de idade. George fundou e editou a importante revista literária Blätter für die Kunst (Folhas para a arte). Também esteve no centro de um influente círculo literário e académico conhecido como Georgekreis (Círculo de George), que incluía um grande número dos jovens escritores da época (como, por exemplo, Friedrich Gundolf and Ludwig Klages). Para além de partilhar os seus interesses culturais, o círculo artístico reflectia sobre temas místicos e políticos. George conhecia e mantinha uma relação de amizade com a "Condessa Boémia" de Schwabing, Fanny zu Reventlow, que por vezes satirizava o grupo pelas suas opiniões e actividades melodramáticas. George era, politicamente, de um conservadorismo extremo. Era homossexual e liderou e exortou o círculo dos seus jovens amigos a levar uma vida celibatária.
Em 1914, logo no início da Primeira Grande Guerra, previu um final triste para a Alemanha e, entre 1914 e 1916, escreveu um poema em tons muito pessimistas, intitulado Der Krieg (A Guerra). O desenlace da guerra viu confirmados os seus piores receios.
Em 1933, após a tomada de poder pelos Nazis, Joseph Goebbels ofereceu-lhe a presidência de uma nova Academia de Artes a ser criada, o que ele recusou, tendo-se também mantido afastado das celebrações oficiais do seu 65º aniversário. Viajou para a Suíça onde viria a morrer perto de Locarno. Após a sua morte, o seu corpo foi enterrado antes que uma delegação do governo Nacional-Socialista tivesse tempo de chegar.

## Obra
A poesia de George foi considerada como aristocrática; seus versos usavam um estilo formal, com tom lírico e frequentemente com uma linguagem arcaica. Foi influenciado pela poesia clássica grega em oposição à tendência realista da literatura alemã daquela época. Acreditando que o propósito da poesia era manter-se distante do mundo - era um forte defensor da arte pela arte e foi influenciado por Nietzsche; os textos de George tinham muitas conexões com o simbolismo Francês. Ele mantinha contato com muitos dos representantes deste movimento, incluindo Stéphane Mallarmé e Paul Verlaine. George fundou uma Revista literária importante chamada Blätter für die Kunst, entorno da qual formou-se um círculo de intelectuais e escritores.
George foi uma ponte entre o século XIX e o Modernismo alemão, mesmo sendo um severo crítico da era moderna. Ele fez experimentos com várias formas poéticas e métricas, diferentes formas tipográficas, ousou na pontuação e inaugurou as alusões obscuras que o movimento modernista iria tornar comum na poesia algumas décadas mais tarde.
A obra mais lembrada de George é a coleção de poesias denominada Algabal; O título é uma referência ao Imperador Romano Elagabalus. George foi também um tradutor importante para a Alemanha; Ele traduziu Dante, Shakespeare e Baudelaire para o alemão.

## Influência
George foi visto por seus contemporâneos como um profeta e um pregador, enquanto ele pensava via a si mesmo como um messias de um novo reino que seria liderado por elites intelectuais ou artísticas ligadas pela fé em forte líder. Sua poesia enfatizava o autossacrifício, heroísmo e poder e ele logo ganhou popularidade entre políticos de direita e nazistas alemães. Em torno dele organizou-se um círculo de escritores que passou a ser conhecido como Georgekreis (Círculo George).
Stefan George deixou a Alemanha e imigrou para a Suíça quando o regime nazista percebeu a sua popularidade e procurou identificá-lo como um poeta nazista. Embora George não buscasse esta associação, os Nazistas transformaram-no em um poeta nacional após a sua morte.
Críticos consideram a sua obra como protofascista, ainda que entre muitos dos líderes da resistência alemã ao Nazismo estavam seguidores seus, como os irmãos Stauffenberg que foram introduzidos à obra de George pelo poeta e acadêmico Albrecht von Blumenthal.
Do círculo de escritores conhecido como Georgekreis surgiram personagens como Hugo von Hofmannsthal, um dos mais importantes escritores modernistas da Áustria e também vários membros que participaram da tentativa de assassinato de Hitler em 20 de julho de 1944, incluindo  Claus von Stauffenberg.
Entre literatos, costuma-se afirmar que a obra de George também teve influência sobre Franz Kafka.

## Lista de obras
Alguns títulos em alemão:
- Algabal (1892)
- Das Jahr der Seele ("O ano da alma",  1897)
- Der siebente Ring ("O sétimo anel", 1907)
- Der Stern des Bundes ("A estrela da federação", 1914)
- Das neue Reich ("O novo reino", 1928)

## Textos Online
- Some poems in both German and English